# Vlag van Polsbroek

Vlag van de gemeente Polsbroek (volgens Sierksma)

Vlag van de gemeente Polsbroek (volgens Van Heijningen)

De vlag van Polsbroek is omstreeks 1954 bij raadsbesluit vastgesteld als gemeentevlag van de gemeente Polsbroek. De vlag kan als volgt worden beschreven:
Geel, met over de broekdiagonaal een in twee rijen rood-wit geblokte baan.
De vlag is gelijk aan het wapenbeeld.
In 1989 is Polsbroek opgegaan in de gemeente Lopik. De vlag is daardoor als gemeentevlag komen te vervallen.
Opmerking: de vlag staat vermeld in Sierksma's vlaggenboek, maar volgens Van Heijningen is deze vlag nooit officieel in gebruik genomen.

## Verwante afbeeldingen

Het wapen van Polsbroek

Amerongen 
· Benschop 
· Breukelen 
· Doorn 
· Driebergen-Rijsenburg 
· Harmelen 
· Jutphaas 
· Kamerik 
· Kockengen 
· Leersum 
· Linschoten 
· Loenen 
· Loosdrecht 
· Maarn 
· Maarssen 
· Maartensdijk 
· Mijdrecht 
· Polsbroek 
· Snelrewaard 
· Stoutenburg 
· Vianen 
· Vinkeveen en Waverveen 
· Vleuten-De Meern 
· Vreeswijk 
· Wilnis 
· Zegveld 
· Zuilen